# 一方井城
一方井城（いっかたいじょう）は、岩手県岩手郡岩手町にあった日本の城。古館と新館があり、古館は別名を一本杉館・イチョウ館、新館は輪台城ともいう。また新館は南部信直の出生地と伝えられている。

## 概要

### 古館
同町一方井第15地割所在。一方井集落の北にある丘陵の突端部に位置し、南北の二郭からなり、2重の堀で区画されていたとみられる。築城年代は不明だが、構造からみて新館が造られる以前に存在していたとみられる。

### 新館
同町一方井第13地割所在。築城年代は不明。一方井集落の北西にある丘陵の突端部に位置し、北に空堀、東には一方井川が巡り、内部は三郭より構成された。

## 歴史
一方井は、陸奥国岩手郡一方井郷として、南北朝から見られる地名である。南部氏の記録に天文年間（1532年-1555年）から記されている一方井氏の本拠地とされるが、同氏の詳しい事績については不明な点が多い。同氏は安倍貞任の庶流で秋田安東氏の安東盛季の孫が秋田から来住したものが始祖となったとされる。支族には米内氏があり、郡の米内郷を領して氏としている。
南部信直は、糠部左衛門尉高信の子として、天文15年（1546年）3月に一方井城（新館）において誕生し、この地で13歳まで生長し、のちに高信に引き取られ、三戸郡田子館において成人したというのが通説である。
天正20年（1592年）、「諸城破却令」には「一方井 山城 破 阿保孫三郎 持分」とあり破却された。

## 参考資料
- 『岩手県史 第3巻 中世篇 下』岩手県、1961年10月20日。
- 「角川日本地名大辞典」編纂委員会『角川日本地名大辞典 3 岩手県』角川書店、1985年3月8日。ISBN 4-040-01030-2。
- （有）平凡社地方資料センター『日本歴史地名大系 第3巻 岩手県の地名』平凡社、1990年7月13日。ISBN 4-582-91022-X。
- 児玉幸多、坪井清足『日本城郭大系 第2巻 青森・岩手・秋田』新人物往来社、1980年7月15日。
- 岩手県教育委員会『岩手県中世城館跡分布調査報告書』 82巻、1986年3月30日。